# Nadelöhr (Harztor)

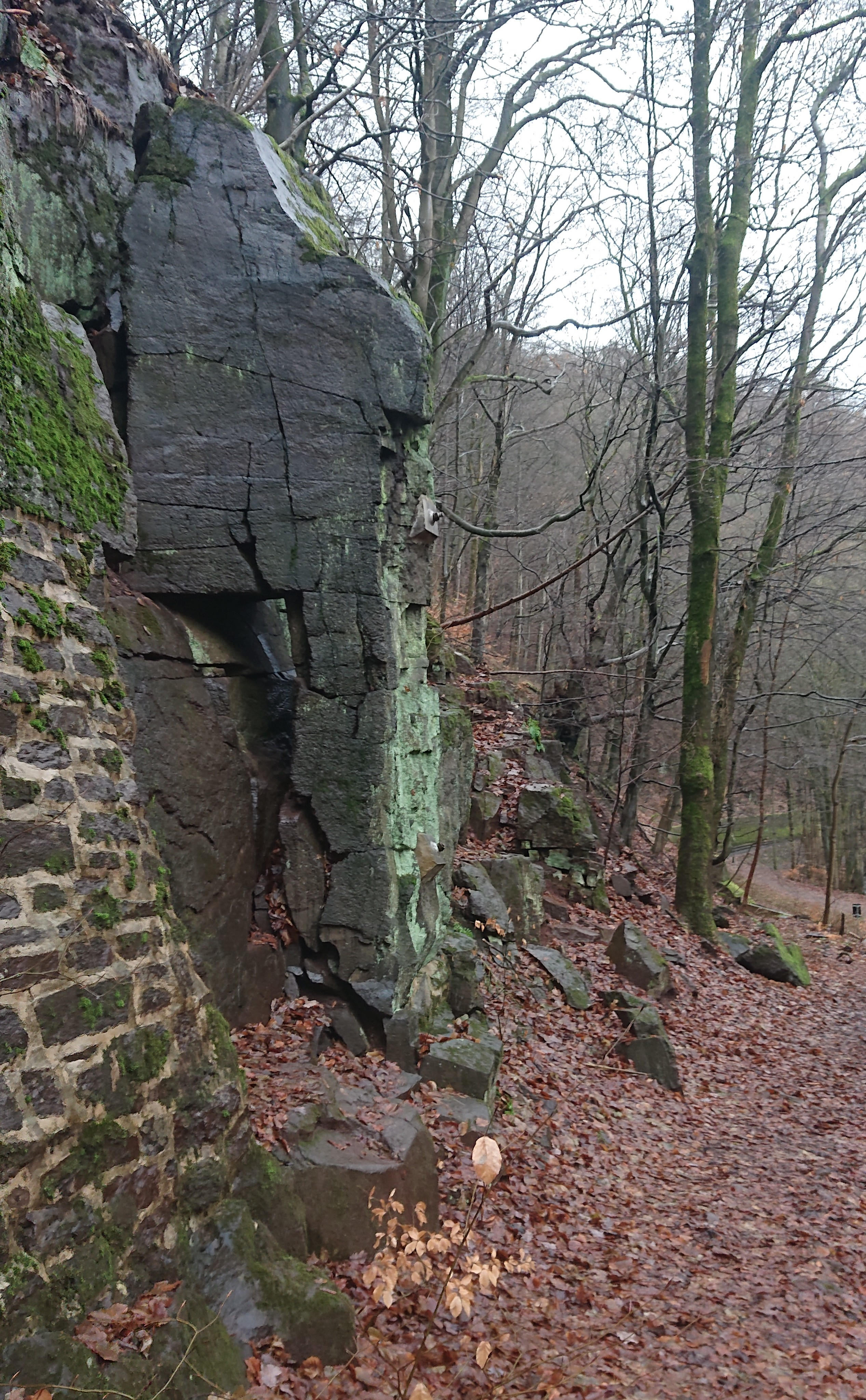
Nadelöhr bei Ilfeld

Das Nadelöhr ist ein sagenumwobener markanter Felsen aus Porphyrit nördlich von Ilfeld in der Gemeinde Harztor in Thüringen. Der unweit der Bundesstraße 4 gelegene Felsen hat eine schmale Öffnung, durch die der Legende nach neueingestellte Forstknechte bei ihrer ersten Fahrt in das Holz kriechen mussten.